# В лесу родилась ёлочка (мультфильм)
«В лесу родилась ёлочка» — советский новогодний мультфильм 1972 года режиссёра Бориса Бутакова. Снят на творческом объединении «Экран».
Был показан по Центральному телевидению. Также мультфильм выходил в рамках детских телепередач, например — «Спокойной ночи, малыши!».

## Сюжет
В полночь в комнате художников оживают персонажи с картинок. Нарисованный человечек ожил и отправился в лес за ёлочкой. Нарисованные звери собираются вокруг мальчика, и он показывает им свой фильм про ёлочку. Действие разворачивается под песню «В лесу родилась ёлочка», которую они исполняют все вместе.

## Создатели
- Автор сценария и режиссёр — Борис Бутаков
- Художник-постановщик — Наталия Богомолова
- Оператор — Артур Франго
- Композитор — В. Свешников
- Звукооператор — Александр Куцый
- Монтажёр — Нина Бутакова
- Художники: Игорь Березин, В. Пухова, Галина Черникова, Нина Поморцева
- Редактор — Валерия Коновалова
- Ассистент режиссёра — В. Пухова
- Директор картины — М. Чичельницкий

## Отзывы
Тогда, в конце 1960-х, в советской прессе появилось большое количество статей против браконьерства и в защиту дикой природы. Природоохранная тематика тогда была в новинку, и Бутаков ею «заболел» — название сценария «Последний заяц». За все эти годы он не раз возвращался к природоохранной и «антибраконьерской» тематике: в таких картинах, как «В лесу родилась ёлочка», «Барс лесных дорог».— Георгий Бородин. «Буся»